# Roman Michałowski (malarz)
Roman Michałowski (ur. 20 października 1953 w Bydgoszczy) – artysta malarz, grafik, nauczyciel akademicki, pedagog.

## Życiorys
Dyplom dekoratora otrzymał w Państwowym Liceum Sztuk Plastycznych w Bydgoszczy w 1973. W latach 1973–1977 studiował na Wydziale Sztuk Pięknych UMK w Toruniu. Dyplom z malarstwa uzyskał w pracowni prof. Mieczysława Wiśniewskiego w 1977 roku. W latach 1977–1987 pracował w Zakładzie Malarstwa Instytutu Artystyczno-Pedagogicznego UMK w Toruniu jako asystent a następnie adiunkt.
Od 1987 roku mieszka i pracuje w Niemczech. Jest członkiem Związku Polskich Artystów Plastyków oraz niemieckiego stowarzyszenia twórczego Kunstprozesse.
Uprawia głównie malarstwo, grafikę, rysunek oraz ceramikę. Zajmuje się ponadto fotografią i projektowaniem. Artysta prezentował swoją twórczość na 24 wystawach indywidualnych w galeriach i muzeach w kraju i za granicą. Jego prace eksponowane były też w ramach 39 wystaw zbiorowych.
Dzieła Michałowskiego znajdują się w zbiorach: Muzeum Okręgowego w Toruniu, Muzeum w Grudziądzu, Urzędu Miasta Torunia, Muzeum w Bydgoszczy, oraz w zbiorach prywatnych w Polsce, Francji, Niemczech, Szwecji i w Kanadzie.

## Wystawy indywidualne
1973
- Malarstwo – Klub PAX Bydgoszcz
- Wystawa podyplomowa KMPiK Toruń
- Wystawy w klubach studenckich Torunia i Bydgoszczy

1979
- Malarstwo-szablony – Galeria KMPiK Toruń
- Malarstwo-szablony – Galeria KMPiK Grudziądz
- Malarstwo-szablony – Galeria BWA w Łomży

1980
- Grafika szablonowa i malarstwo – Galeria PAŁACYK – Wrocław
- Malarstwo i grafika Galeria KMPiK – Toruń

1981
- Malarstwo i grafika Galeria KMPiK – Toruń
- Rysunek i malarstwo Galeria Wydziału Biologii UMK Toruń

1984
- Collages, rysunki, monotypie – BWA Toruń

1985
- Malarstwo – galeria PSP – Toruń
- Prezentacja malarstwa i rysunku w Klubie Związków Twórczych AZYL – Toruń

1986
- Malarstwo – Akademia Sztuk Pięknych Warszawa
- – prezentacja malarstwa i realizacji plastycznych Centrum Sztuki Galeria EL – Elbląg

1990
- Exlibris i grafika – Biblioteka Miejska – Pirmasens (Niemcy)

1992
- wystawa malarstwa – Salon OPEL-MELCHIOR – Pirmasens (Niemcy)

1995
- Wystawa malarstwa i exlibrisu – Bibliotheca Bipontina – Zweibrücken (Niemcy)

1997
- Malarstwo i rysunek – Galeria Stadtsparkasse – Zweibrücken (Niemcy)
- Malarstwo, rysunek, szablon – Elisabeth Selbert Akademie: Fundacja im. Friedricha Eberta – Saarbrücken – Niemiecko-polskie Towarzystwo Kulturalne – Saarbrücken (Niemcy)

1999
- Wystawa malarstwa – Hala AOK – Pirmasens (Niemcy)

2001
- Prezentacja rysunku – Galeria WENEZIA – Pirmasens (Niemcy)

2008
- Wystawa malarstwa – DOM MUZ – Toruń[2]

2011
- Wystawa malarstwa – Muzeum im. ks. dr. Władysława Łęgi w Grudziądzu[3]

## Udział w wystawach zbiorowych
1977
- Wystawa dyplomantów Wydziału Sztuk Pięknych UMK – Galeria KMPiK Toruń

1978
- Spotkania Fromborskie – wystawy poplenerowe Frombork, Elbląg
- XXX – lecie Państwowego Liceum Sztuk Plastycznych – BWA Bydgoszcz
- Konkurs im. Rafała Pomorskiego – Dąbrowa Górnicza, Katowice
- Jesienne Konfrontacje – Malarstwo – Dom Sztuki – Rzeszów
- Wystawa środowiska toruńskiego – Galeria KMPiK – Toruń
- III Spotkania Plastyczne „Karwica-78” wystawa poplenerowa – Teatr Dramatyczny w Białymstoku
- Plenerowe Spotkania Młodych – MIASTKO 78 – Słupsk

1979
- Plenerowe Spotkania Młodych – MIASTKO 79 – Słupsk
- Wystawa Koła Młodych przy ZPAP w Toruniu – BWA Toruń
- Ogólnopolskie Biennale Rysunku Studenckiego – Katowice-79

1980
- XXXV – lecie ZPAP – BWA – Toruń
- Ogólnopolskie Spotkania Twórców i Teoretyków Sztuki – Muzeum Grudziądz
- Wystawa jubileuszowa pracowników IAP Wydziału Sztuk Pięknych UMK – Muzeum Okręgowe, Toruń
- Wystawa poplenerowa „Grudziądz-80” – Galeria KMPiK Toruń

1981
- Ogólnopolski Konkurs im. J. Gielniaka – Muzeum Jelenia Góra – (wyróżnienie)
- Prezentacja Twórców z Torunia – Galeria BWA – Rzeszów
- Współczesne malarstwo i grafika z Torunia – Ratusz w Getyndze
- Poplenerowa wystawa Wieżyca-81 – Galeria ZPAP „Sień Gdańska”, Gdańsk

1982
- 2-me Convergence Jeune Expression NEFF du Grand Palais de Champs-Élysées, Paryż

1984
- INTERART – 84 – Targi Sztuki – MTP – Poznań

1985
- Toruńskie Malarstwo i Grafika – ZPAP – Toruń
- Spotkania Warsztatowe Twórców Młodego Pokolenia – Centrum Sztuki – Galeria EL, Elbląg

1987
- Wystawa SPAMiG – BWA Bydgoszcz
- Wystawa SPAMiG – Galeria SPAMiG – Toruń

1989
- Współczesne Malarstwo Polskie – wystawa w Galerii Lange-Wasserwerk – Siegburg (Niemcy)
- Tumult toruński – 1989 – Muzeum Okręgowe w Toruniu, Toruń

2007
- Prezentacja malarstwa twórców z Pirmasens – Galeria-Atelier-Henner – Pirmasens (Niemcy)
- Wystawa fotografii NATUR – VR–Bank, Pirmasens (Niemcy)

2008
- Herbstsalon 2008 (Salon Jesienny), Pirmasens (Niemcy)

2009
- Prezentacja malarstwa twórców z Pirmasens, Poissy (Francja)
- Herbstsalon 2009 (Salon Jesienny), Pirmasens (Niemcy)
- Rapidmalerei – wystawa poplenerowa, Weisskirchen (Niemcy)

2010
- Herbstsalon 2010 (Salon Jesienny) Pirmasens (Niemcy) – prezentacja ceramiki "Artefakty".

2011
- Prezentacja Action painting podczas Salonu Jesiennego 2011
- jubileuszowa wystawa pięćdziesieciolecia Galerii Współczesnego Malarstwa Pomorskiego przy muzeum grudziądzkim.

2012
- Prezentacja ceramiki "Artefakty" w ramach targów "Lebens Art" w Pirmasens (Niemcy).
- Herbstsalon 2012 (Salon Jesienny) Pirmasens (Niemcy) – Instalacja – "Pismo automatyczne"

2013
- Prezentacja „prac nieznanych” W galerii „jednego tygodnia” – Pirmasens
- Instalacja "Z głową w chmurach – chmura w głowie" w ramach wystawy tematycznej "Ich hab´noch einen Koffer..." – Fahr´sche Villa Pirmasens (Niemcy)

2016
- Instalacja "ORWELL 2016" w ramach wystawy "Den Unsin beforzüge ich" – w 100 lecie ruchu DADA" – Parkschenke-Parkkino, Pirmasens (Niemcy)